# Arctosa lightfooti
Arctosa lightfooti là một loài nhện trong họ Lycosidae.
Loài này thuộc chi Arctosa. Arctosa lightfooti được William Frederick Purcell miêu tả năm 1903.